# Pandemia de COVID-19 na República Democrática do Congo
Este artigo documenta os impactos da pandemia de coronavírus de 2020 na República Democrática do Congo e pode não incluir todas as principais respostas e medidas contemporâneas.

## Linha do tempo
Em 10 de março, o primeiro caso de COVID-19 na República Democrática do Congo foi confirmado. O caso foi, inicialmente, tratado como um cidadão belga que havia visitado o país. Posteriormente, este mesmo paciente foi colocado em quarentena em um hospital de Quinxassa. O ministro da saúde do país, Eteni Longondo, afirmou que a situação estava "sob controle e não há necessidade de entrar em pânico". A nacionalidade e o histórico de viagens do primeiro caso mostraram-se incongruentes. O caso era, na verdade, pertencente a um cidadão quinxassa-congolês que havia retornado na França e contatado os serviços de saúde locais. O fracasso em relatar detalhes precisos sobre o primeiro caso provocou uma repreensão do presidente Félix Tshisekedi, que declarou, em uma reunião de gabinete, que o ministério da Saúde havia agido de "maneira terrível e medíocre".
O segundo caso foi confirmado como sendo de um cidadão dos Camarões, que voltou da França em 8 de março. Inicialmente assintomático, mais tarde apresentou sintomas e permaneceu em um hospital de Quinxassa. Após mais 5 casos confirmados, foi relatada a primeira morte em virtude do coronavírus no país. Devido a isso, a Angola fechou as fronteiras com o país.